# Cristian-Paul Ichim
Cristian-Paul Ichim (n. 8 mai 1975, Bacău, România) este un deputat român, ales în 2020 din partea PLUS. 